# .asia
.asia ist die gesponserte Top-Level-Domain der DotAsia Organization, hinter der das Konsortium Afilias steht. Sie wurde am 2. Mai 2007 durch die ICANN eingeführt und ist primär für natürliche Personen und Unternehmen aus dem asiatisch-pazifischen Raum gedacht.

## Geschichte
Die sogenannte Sunrise Period der .asia-Domain hat am 9. Oktober 2007 begonnen. Im Rahmen dieser konnten zunächst Unternehmen und Personen des öffentlichen Lebens ihre Ansprüche auf bestimmte Domains sichern, um insbesondere den Markenschutz zu gewährleisten. Die Sunrise Period wurde am 31. Januar 2008 beendet. Die Landrush Period begann am 20. März 2008, die öffentliche Registrierung für jedermann am 26. März 2008.
Trotz der länderübergreifenden Zielgruppe konnte sich .asia international noch nicht durchsetzen. Im Dezember 2011 waren nur knapp 200.000 .asia-Domains registriert. Die Freigabe sogenannter internationalisierter Domainnamen sorgte in den Jahren 2012 und 2013 für einen kurzfristigen, immensen Anstieg der Registrierungszahlen. Bis heute ist die Anzahl der .asia-Domains aber wieder auf knapp 300.000 Registrierungen zurückgegangen.

## Vergabekriterien
Eine .asia-Domain kann von jeder natürlichen oder juristischen Person beantragt werden. Es ist nicht notwendig, einen Wohnsitz oder eine Niederlassung im asiatisch-pazifischen Raum zu besitzen. Die Länge einer Domain durfte zwischen drei und 63 Zeichen betragen, die Registrierung durch DotAsia beziehungsweise Afilias erfolgt in der Regel innerhalb weniger Stunden. Seit Ende 2011 sind auch ein- und zweistellige Domains unter .asia möglich.
Die gTLD unterstützt seit Juli 2012 die Verwendung von Sonderzeichen als sogenannter internationalisierter Domainname, sodass beispielsweise auch chinesische Schriftzeichen genutzt werden können. Allerdings wurde die Funktion noch nicht von allen Registraren implementiert. Zu Beginn mussten .asia-Domains mindestens drei Zeichen lang sein, jedoch fällt diese Einschränkung im Oktober 2013 weg – auch Domains mit nur einem oder zwei Buchstaben sowie reine Zifferndomains sind dann möglich.